# Luz Sapag
Luz María Sapag (15 tháng 6 năm 1944 – 7 tháng 7 năm 2010) là một chính trị gia người Argentina, Thị trưởng thành phố San Martín de los Andes và trước đây là Thượng nghị sĩ đại diện cho Tỉnh Neuquén dưới sự bảo trợ của Phong trào Nhân dân Neuquino.
Sapag được sinh ra ở Cutral Có, Neuquén. Bà là một thành viên của gia đình Ảrập Argentina Sapag có ảnh hưởng – con gái của Elías Sapag, một thượng nghị sĩ; cháu gái của Felipe Sapag, thống đốc năm lần của Neuquén; và em gái của Jorge Sapag, thống đốc Neuquén từ năm 2007.
Bà trở thành thư ký của chính quyền thành phố San Martín de los Andes năm 1987, và năm 1991 trở thành Thị trưởng thành phố. Bà được bầu lại vào năm 1995, và năm 1999 được bầu vào cơ quan lập pháp tỉnh.
Luz Sapag được bầu vào Thượng viện vào năm 2001, và sau đó là chủ tịch Ủy ban Môi trường. Vào tháng 6 năm 2006, các công tố viên ở Neuquén yêu cầu Quốc hội Argentina giúp bà có thể đối mặt với phiên tòa vì lạm dụng chức vụ trong khi Thị trưởng San Martín de los Andes.
Vào tháng 6 năm 2007, bà được bầu lại làm Thị trưởng thành phố San Martín de los Andes và từ chức Thượng viện xuống.
Sapag qua đời trong một tai nạn giao thông tại San Martín de los Andes vào sáng ngày 7 tháng 7 năm 2010.